# Пасха (блюдо)
Па́сха (творожная пасха, паска) — особое блюдо из творога, которое по традиции готовится только один раз в году — на праздник Пасхи. Обычай готовить творожную пасху известен в центральных и северных регионах России, тогда как на юге России и Украине пасхой или паской называют праздничный хлеб (кулич).

## Традиция и символика
Оригинальная форма пасхи — усечённая пирамида, символизирующая Гроб Господень. Традиционно для приготовления пасхи использовалась специальная разборная деревянная форма — пасочница. В наши дни для этого часто используют и другую посуду; в России в продаже есть также пластмассовые пасочницы промышленного производства.
Деревянная пасочница делается из дощечек, на внутренней стороне которых вырезают буквы «ХВ», означающие приветствие «Христос Воскресе!», а также изображения креста, копья, трости, проросших зёрен, ростков и цветов — символов страдания и воскресения Иисуса Христа (иногда также голубя, символа Св. Духа). Эти рисунки и надпись потом отпечатываются на готовой пасхе. Две дощечки имеют ушки, а две другие — дырочки для ушек. Для большей прочности в отверстия ушек вставляются клинышки.

## Способ приготовления
Для пасхи полагается брать творог самого лучшего качества — свежий, сухой и однородный. Другие ингредиенты включают сливочное масло, сливки или сметану, изюм. Иногда в пасху добавляют миндаль, другие пряности, яйца. Пасху украшают изюмом, цукатами, орехами и т. п.
Пасхи делают двух видов: сырые и варёные. Так как сырой творог нельзя долго хранить, сырые пасхи обычно делают небольшого размера.
Творог кладут под гнёт, чтобы удалить излишнюю сыворотку, потом дважды протирают через сито. Для сырой пасхи все ингредиенты тщательно перетирают в однородную массу. Для варёной пасхи эту массу кроме того нагревают в кастрюле на огне. Потом кастрюлю опускают в ёмкость с холодной водой и, постепенно помешивая, доводят массу до полного остывания. Затем массу укладывают в пасочницу, застланную кисеёй, влажной марлей или просто мягкой салфеткой. Форму под небольшим гнётом ставят на холод, но не на мороз — на 12 часов. Снявши пасочницу с холода, её ставят широким основанием на блюдо, разбирают и снимают марлю, чтобы не повредить рисунки.
Вместе с другими пасхальными блюдами (куличами, бабами, крашеными яйцами) пасху освящают в церкви и подают к праздничному столу.

## Факты
- В Санкт-Петербурге есть Церковь Пресвятой Троицы XVIII века, известная как «Кулич и пасха», так как сама церковь имеет форму кулича, а колокольня — пасхи. Церковь имеет вид ротонды, снаружи окруженной ионическими колоннами, а внутри оформленной белыми коринфскими пилястрами; колокольня — вид четырёхгранной пирамиды, с крещальней на первом и звонницей на втором ярусе. Такой своеобразной архитектурой храм обязан своему заказчику генерал-прокурору князю Александру Вяземскому.